# Amanisjacheto
| A1 | A26 | m | n · n | M8 | Sw | ir · stp | F1 · q |

| A1 | A26 | m | n · n | M8 | Sw | ir · stp | F1 · q |

Amanisjacheto of Amanishakheto was de kandake (candacee, koningin) van het koninkrijk Koesj. Zij regeerde van 1 v.Chr. tot 10 n.Chr.

## Geschiedenis
Op de nog overgebleven hiërogliefen wordt haar naam genoemd als Amanikasjeto, Amanisjaket of Mnischte in de Meroïtische hiërogliefen.
Het koninkrijk Koesj werd gesticht in 1070 voor Christus en lag in het stroomgebied van de Atbarah en de Blauwe en Witte Nijl. De titel kandake of candacee betekende heerser of koning(in).
De moeder van Amanisjacheto was koningin Amanirenas (40 - 20 v.Chr.).
Haar bijnaam krijgerkoningin dankte Amanisjacheto aan de overwinning op de legers van keizer Augustus. Op de afbeeldingen op de pilaar van haar graf draagt ze op haar kleding dubbele koorden en sjerpen. Ook zijn ramshorens afgebeeld op de hoofdtooi en rond het oor, dit waren iconische verwijzingen naar Onoeris, de Egyptische oorlogsgod.
Zij liet de stad Naqa bouwen met een enorm bakstenen paleis van twee verdiepingen met zestig kamers en een piramide in de koninklijke begraafplaats in Meroë. In deze piramide bevond zich een enorme schat van juwelen, goud en sieraden. In 1837 werden deze geroofd door de Italiaan Giuseppe Ferlini. Bij de roof werd de piramide ernstig beschadigd, de voorwerpen bevinden zich tegenwoordig (2021) in het Ägyptisches Museum Berlin en het Staatliches Museum Ägyptischer Kunst te München.
De naam van Amanisjacheto werd onder andere gevonden op haar stele in de piramide van Meroë, in de Amon-tempel van Kawa, in het paleisgebouw in Wad ban Naqa en op een stèle in de Tempel van Ellesiya bij Qasr Ibrim.
Amanisjacheto werd opgevolgd door haar dochter, koningin Amanitore, die regeerde van 1 n.Chr. tot 50 n.Chr. (samen met haar broer Natakamani van 1 n.Chr. - 20 n. Chr.). Dit was de bijbelse koningin in Handelingen 8:27.

## Afbeeldingen

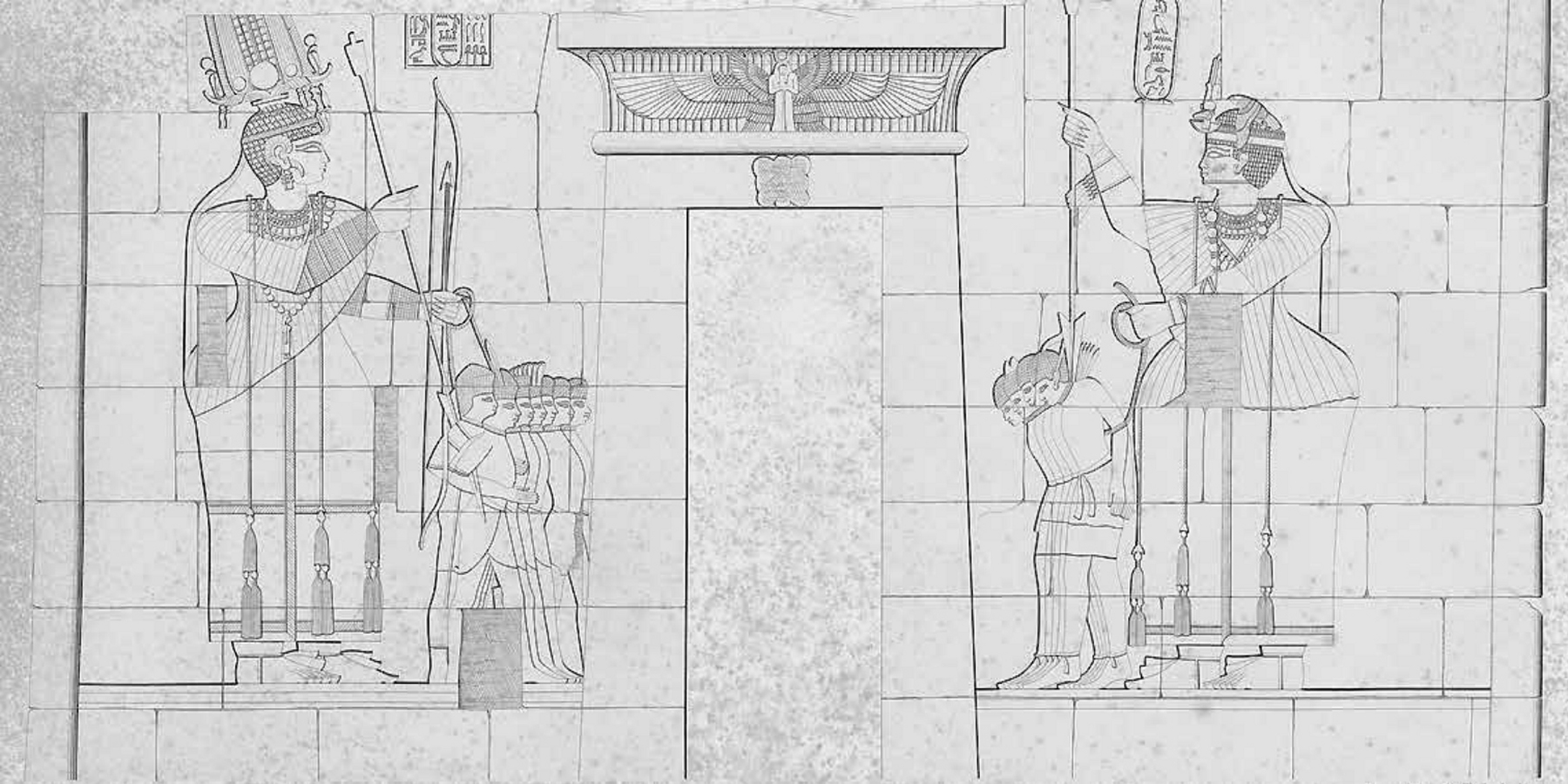
Pilaar, graf Amanisjacheto
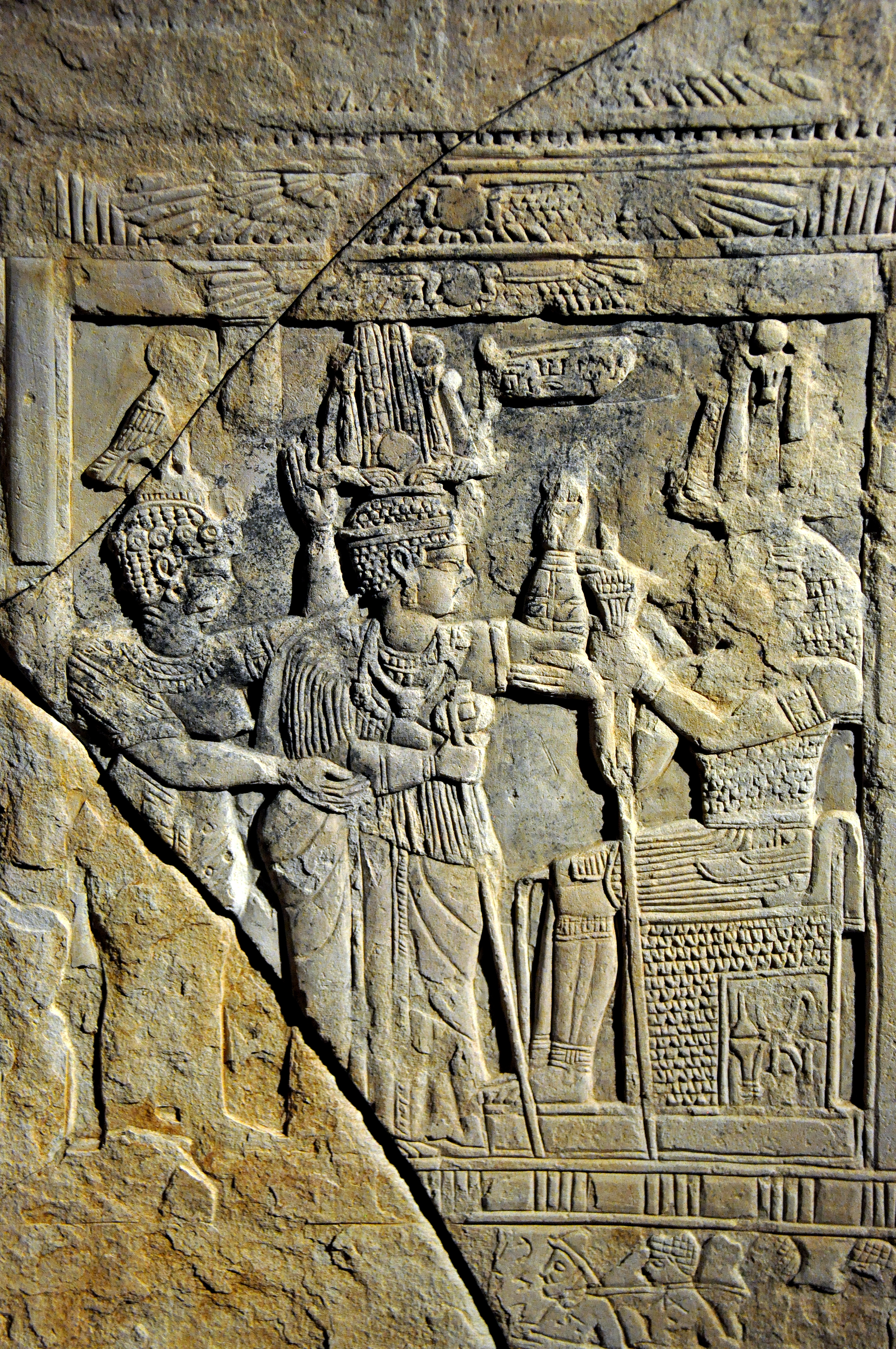
Stele van Amanisjacheto, paleis Naqa
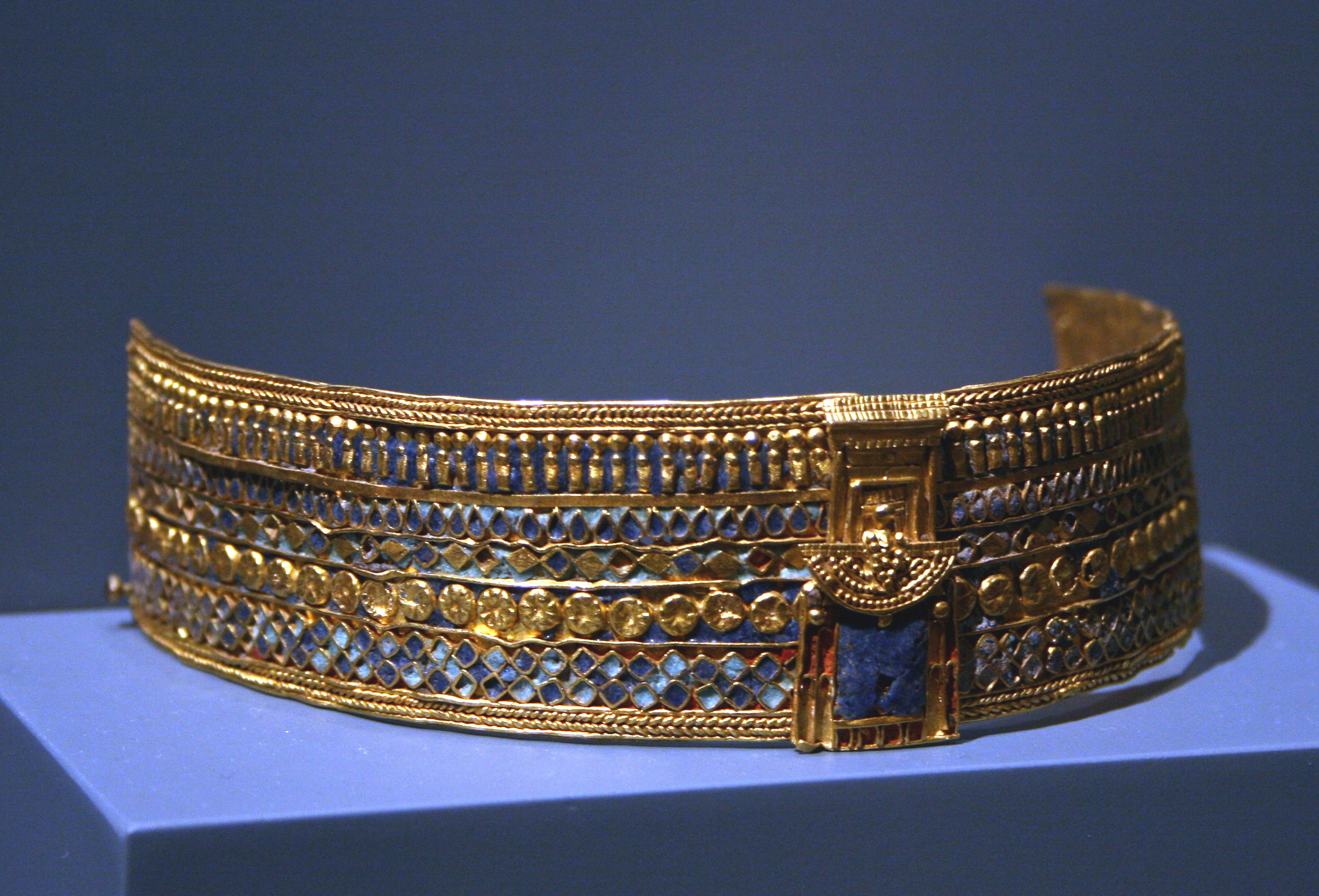
Halssieraad Amanisjacheto
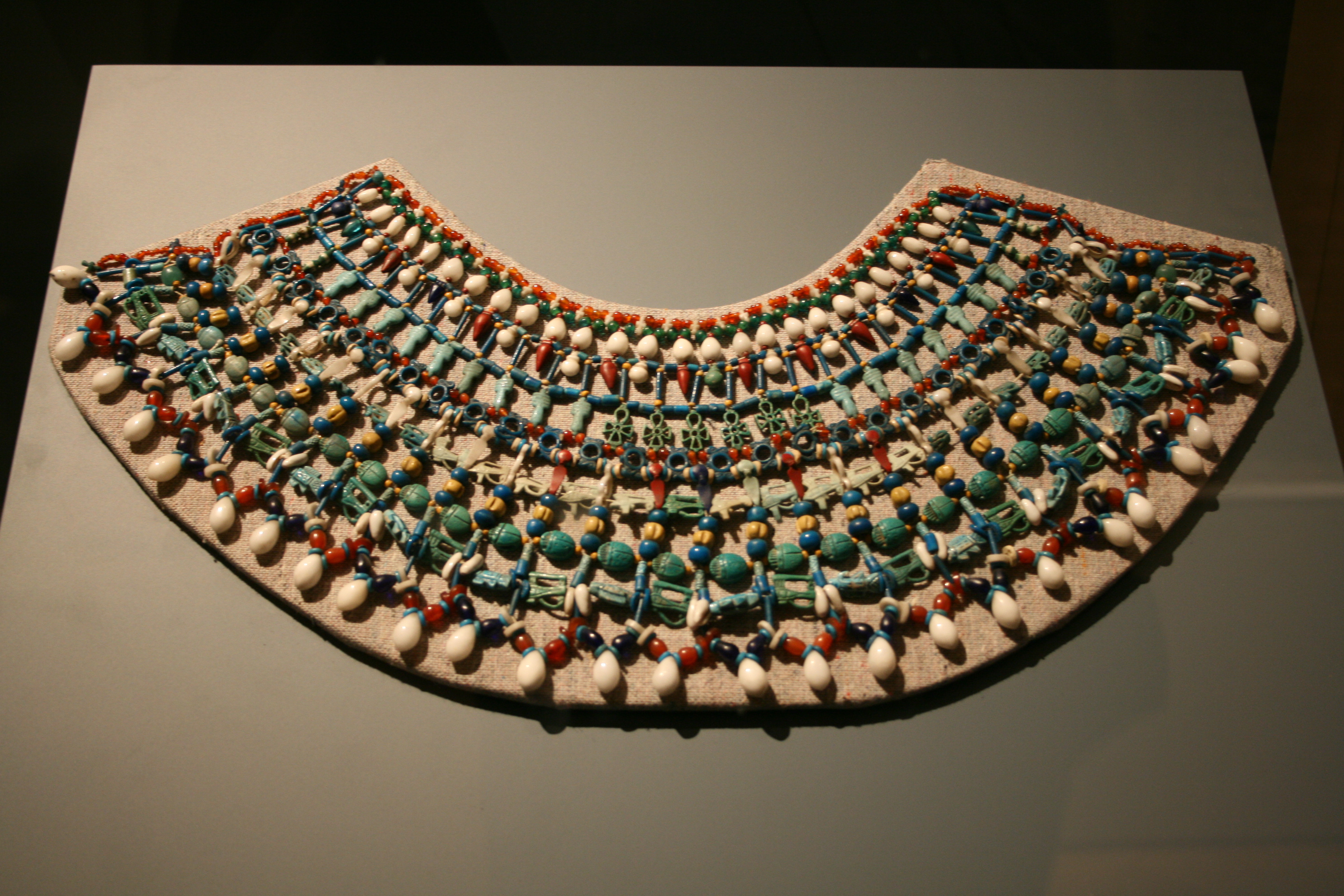
Sierkraag, Amanisjacheto
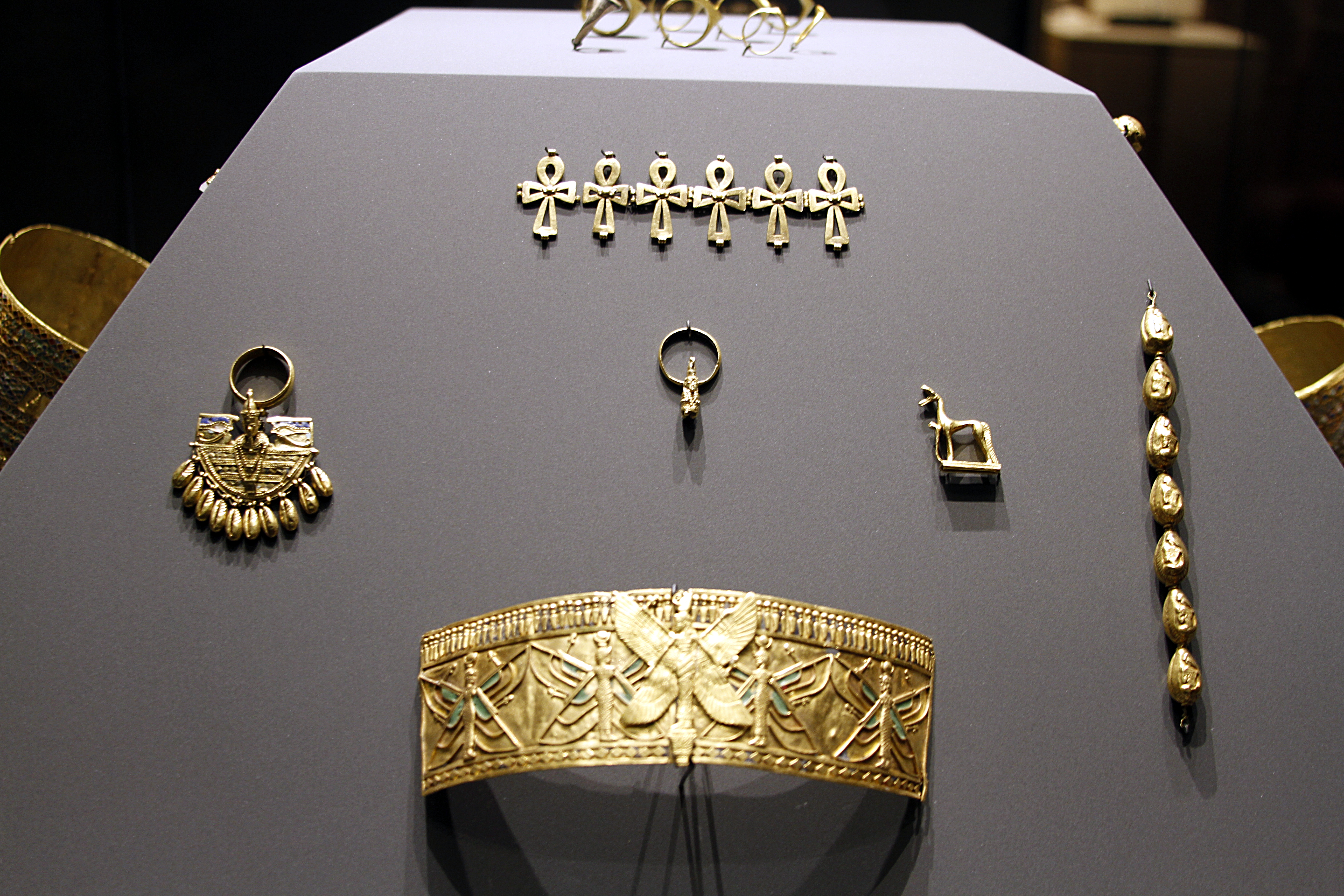
Juwelen van Amanisjacheto, graf Meroë